# Laura Martin Champetier
Laura Martin Champetier (4 luglio 1999) è una sciatrice nautica francese.

## Palmarès
- Giochi del Mediterraneo

Tarragona 2018: bronzo nello slalom.